# Myrmarachne christae
Myrmarachne christae là một loài nhện trong họ Salticidae.
Loài này thuộc chi Myrmarachne. Myrmarachne christae được Jerzy Prószyński miêu tả năm 2001.